# Eussoia leptodonta
Eussoia leptodonta là một loài ốc có mài nhỏ, là động vật thân mềm chân bụng sống ở biển trong họ Assimineidae.